# Kyrylo Boudanov
Pour les articles homonymes, voir Boudanov.
Kyrylo Oleksiïovytch Boudanov (en ukrainien : Кирило Олексійович Буданов), né le 4 janvier 1986 à Kiev (RSS d'Ukraine, URSS), est un militaire ukrainien, directeur du renseignement militaire ukrainien.

## Biographie
Kyrylo Boudanov fait ses études à l'Académie militaire d'Odessa. Il devient général de division et est nommé chef du service de renseignement militaire le 5 août 2020. Il sert durant la guerre du Donbass et lors de l'invasion de l'Ukraine par la Russie.
Selon un rapport de 2024 du New York Times, Boudanov était l'un des membres d'une force d'élite formée par la CIA au sein de la Direction principale du renseignement connue sous le nom d'Unité 2245. Le New York Times rapporte que Boudanov a acquis la réputation de participer à des opérations audacieuses derrière les lignes ennemies.
Début août 2016, alors qu'il était encore lieutenant-colonel, il aurait conduit une unité de cinq membres des forces spéciales dans un raid amphibie sur l'isthme de Perekop, vers Armiansk, pour poser des explosifs sur un aérodrome. L'unité de Boudanov est interceptée par une unité de commandos russes après avoir atterri ; la force ukrainienne tue plusieurs soldats russes dont le lieutenant-colonel Roman Kamenev, avant de se retirer dans le territoire contrôlé par l'Ukraine. Selon le New York Times, Boudanov a des « liens profonds » avec la CIA et a été amené aux États-Unis pour être soigné au Walter Reed National Military Medical Center après avoir été blessé lors de combats dans le Donbass[réf. souhaitée].

### Tentative d'élimination de 2019
Le 4 avril 2019, une bombe placée sous son véhicule, une chevrolet Evanda, explose prématurément, ne faisant aucune victime. Un Russe, dont les papiers d'identité indique le nom d'Alexei Lomaka, est arrêté dans la foulée,.
Selon les médias ukrainiens, Kyrylo Boudanov aurait survécu à une dizaine de tentatives d'élimination.

### Invasion russe de l'Ukraine
La veille du déclenchement de l'invasion russe de l'Ukraine, Kyrylo Boudanov, soupçonnant l'attaque imminente, décide de mettre sa famille à l'abri, malgré les doutes émis par plusieurs généraux et politiques ukrainiens. Il confiera plus tard au Washington Post que « lui et sa femme ont fixé toute la nuit du 23 au 24 février l'horloge avec angoisse pendant des heures, cette nuit-là. Finalement, l'attaque russe a bien lieu dès 4 h du matin, comme il l'avait prédit. Depuis le déclenchement de l'invasion, sa famille et lui-même vivent à présent dans le bâtiment du ministère où se situe son bureau ».
Le 8 août 2022, durant l'invasion de l'Ukraine par la Russie, le Service de sécurité d'Ukraine rapporte qu'il a arrêté des tueurs des services spéciaux russes qui avaient planifié les meurtres d'Oleksiy Reznikov, ministre de la Défense et de Kyrylo Boudanov, directeur du renseignement de défense de l'Ukraine.
Les services secrets russes (FSB) le considèrent également comme responsable de l'attaque du pont de Crimée, le 8 octobre 2022 .
En tant que directeur du renseignement du ministère de la Défense, il s'appuie sur trois sources d'information : les satellites occidentaux, des agents sur le terrain et des particuliers qui signalent la présence des Russes grâce à une application téléphonique.

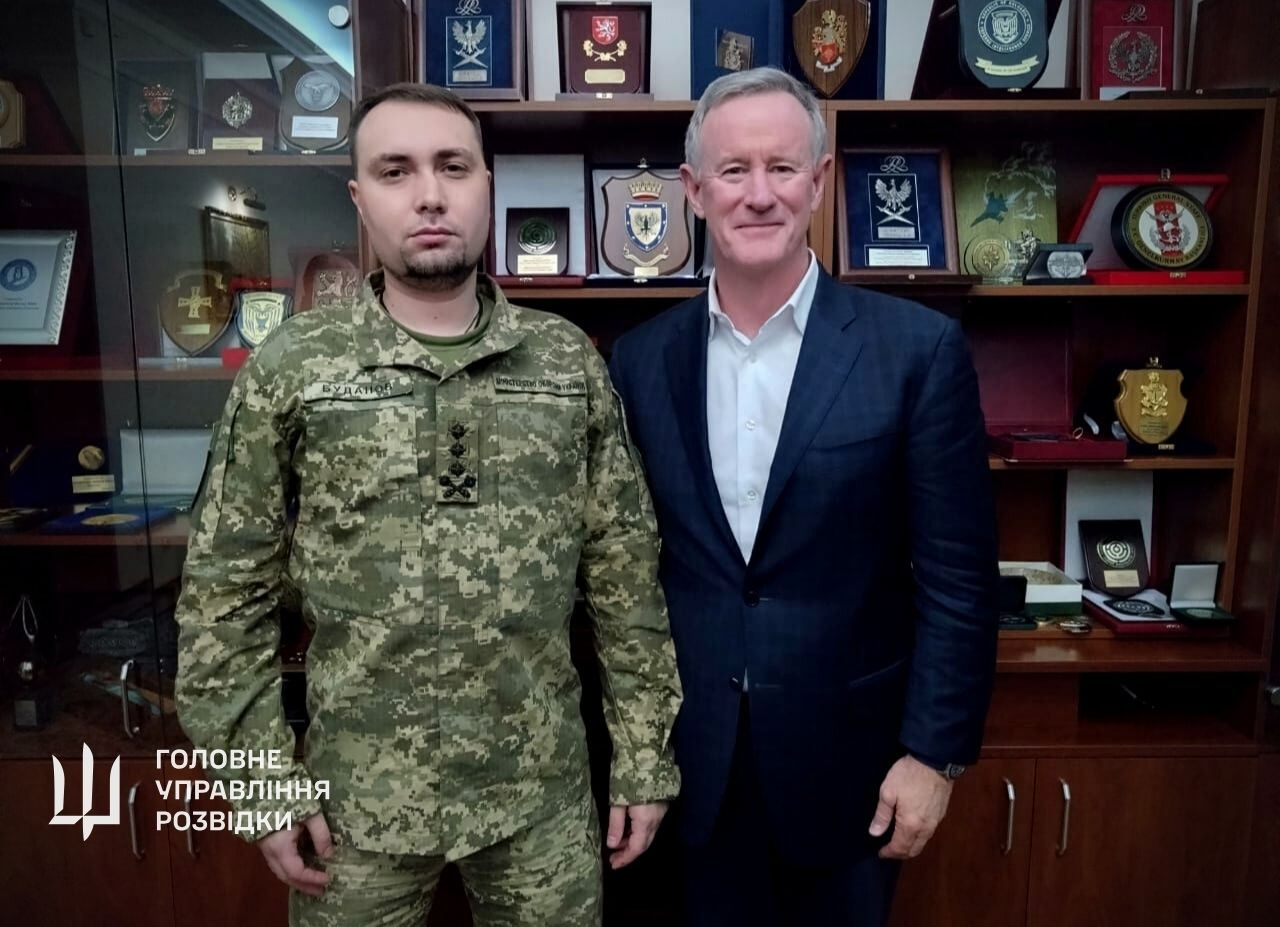
Avec l'ex-commandant des forces spéciales américaines, l'amiral William H. McRaven, en novembre 2023.

Le 1er février 2023, il prétend qu'il avait prévu l'invasion de l'Ukraine par la Russie, et qu'il avait même peur que cela n'arrive pas, car l'avenir du pays en dépendait. Le 22 février 2023, il affirme que l'armée russe n'a plus de « potentiel offensif » et que « nous nous approchons de la fin de la guerre ».

### Nomination avortée au poste de ministre de la Défense
Début 2023, à la suite d'un audit interne au ministère ukrainien de la défense, les démissions en cascade se succèdent. Kyrylo Boudanov est alors pressenti pour devenir, le 5 février, le nouveau ministre de la Défense. Il doit remplacer Oleksiy Reznikov, devant être muté au ministère des Industries stratégiques, à la suite du scandale de corruption lié à des détournements dans les approvisionnements de l’armée ukrainienne, cette dernière étant occupée à repousser l'armée russe du pays,. C'est finalement Roustem Oumierov qui est nommé ministre.
Le 22 avril 2023, un mandat d'arrêt à l'encontre de Kyrylo Boudanov est émis par la justice russe pour « création d’un groupe terroriste, tentative de perpétration d'acte de terrorisme en bande organisée par consentement préalable, acquisition illégale d'armes et acquisition illégale d’engins explosifs pour l'attaque du pont de Crimée le 8 octobre 2022 ».
Selon certaines sources, Kyrylo Boudanov aurait été gravement blessé par une frappe de missile russe contre le siège des services de renseignement ukrainiens à Kiev le 29 mai 2023,,. Il aurait alors été évacué par hélicoptère vers la base militaire de Rzeszów en Pologne, puis vers l'hôpital de la Bundeswehr à Berlin,,. Le gouvernement allemand réfute cette information. Le gouvernement ukrainien affirme qu'il s'agit de « désinformation » du Kremlin,.

### Engagement potentiel en politique
En juillet 2025, Intelligence Online révèle que Kyrylo Boudanov envisagerait de faire son entrée dans la politique ukrainienne à l'issue de l'invasion russe. Le magazine s'intéresse à la création d'un réseau d'ONG pour les anciens combattants, qui pourrait être l'ébauche d'un parti politique, piloté par son porte-parole au GUR Andriy Ioussov.

## Vie privée
Le 28 novembre 2023, il est révélé que sa femme, Maria Boudanova, a été victime d'une tentative d'empoisonnement aux métaux lourds, notamment l'arsenic et le mercure. Ses jours ne sont cependant plus en danger.

## Hauts faits

### Carrière militaire
- Général de brigade, le 24 août 2021
- Général de division, le 3 avril 2022
- Général de corps d'armée, le 7 septembre 2023[24].

### Décorations
- Chevalier de l'ordre « pour le Courage »